# Brousses-et-Villaret
Brousses-et-Villaret település Franciaországban, Aude megyében. Lakosainak száma 352 fő (2022. január 1.). Brousses-et-Villaret Fontiers-Cabardès, Fraisse-Cabardès, Montolieu és Saint-Denis községekkel határos.

## Népesség
A település népességének változása:
| Lakosok száma | 207  | 222  | 307  | 313  | 324  | 343  | 344  | 344  | 340  | 352  |
|               | 1968 | 1982 | 1999 | 2006 | 2011 | 2015 | 2017 | 2018 | 2020 | 2022 |